# Federazione del Giura
La Federazione del Giura (o del Jura) (in francese Fédération jurassienne) fu un'associazione di operai, sorta appunto tra le montagne del Giura, in Svizzera, che contava adesioni soprattutto tra le città di Le Locle, Sonvilier, La Chaux-de-Fonds, Berna e Neuchâtel e in tutta la valle di Saint-Imier. Si sciolse nel 1880.
Il gruppo nacque verso la fine degli anni sessanta dell'Ottocento, come associazione di orologiai e sin dal principio aveva forti idee socialiste e antistataliste, che si consolidarono con la collaborazione di Michail Bakunin. Dopo la scissione tra marxisti e bakunisti avvenuta nel 1872 all'interno della Prima Internazionale, la federazione divenne il centro animatore dello spirito rivoluzionario dei secondi. Tra collaboratori e partecipanti, vi furono gran parte degli anarchici di quel periodo tra cui gli svizzeri Adhémar Schwitzguébel e Spichiger, i francesi Élisée Reclus, Gustave Lefrançais, Jean-Louis Pindy, Paul Brousse e Benoît Malon, gli italiani Carlo Cafiero e Errico Malatesta, i russi Pëtr Kropotkin e Jukovski, e molti altri.
A James Guillaume era affidata la rivista della federazione Le Bulletin de la Fédération jurassienne a cui parteciparono un grande numero di articolisti provenienti da tutta Europa e che nonostante la sua scarsa tiratura ebbe una forte influenza sul movimento anarchico.